# Draveil
Draveil is een gemeente in het Franse departement Essonne (regio Île-de-France). De plaats maakt deel uit van het arrondissement Évry. Draveil telde op 1 januari 2022 29.824 inwoners.

## Geografie
De oppervlakte van Draveil bedroeg op 1 januari 2022 15,75 vierkante kilometer; de bevolkingsdichtheid was toen 1.893,6 inwoners per km².
De onderstaande kaart toont de ligging van Draveil met de belangrijkste infrastructuur en aangrenzende gemeenten.

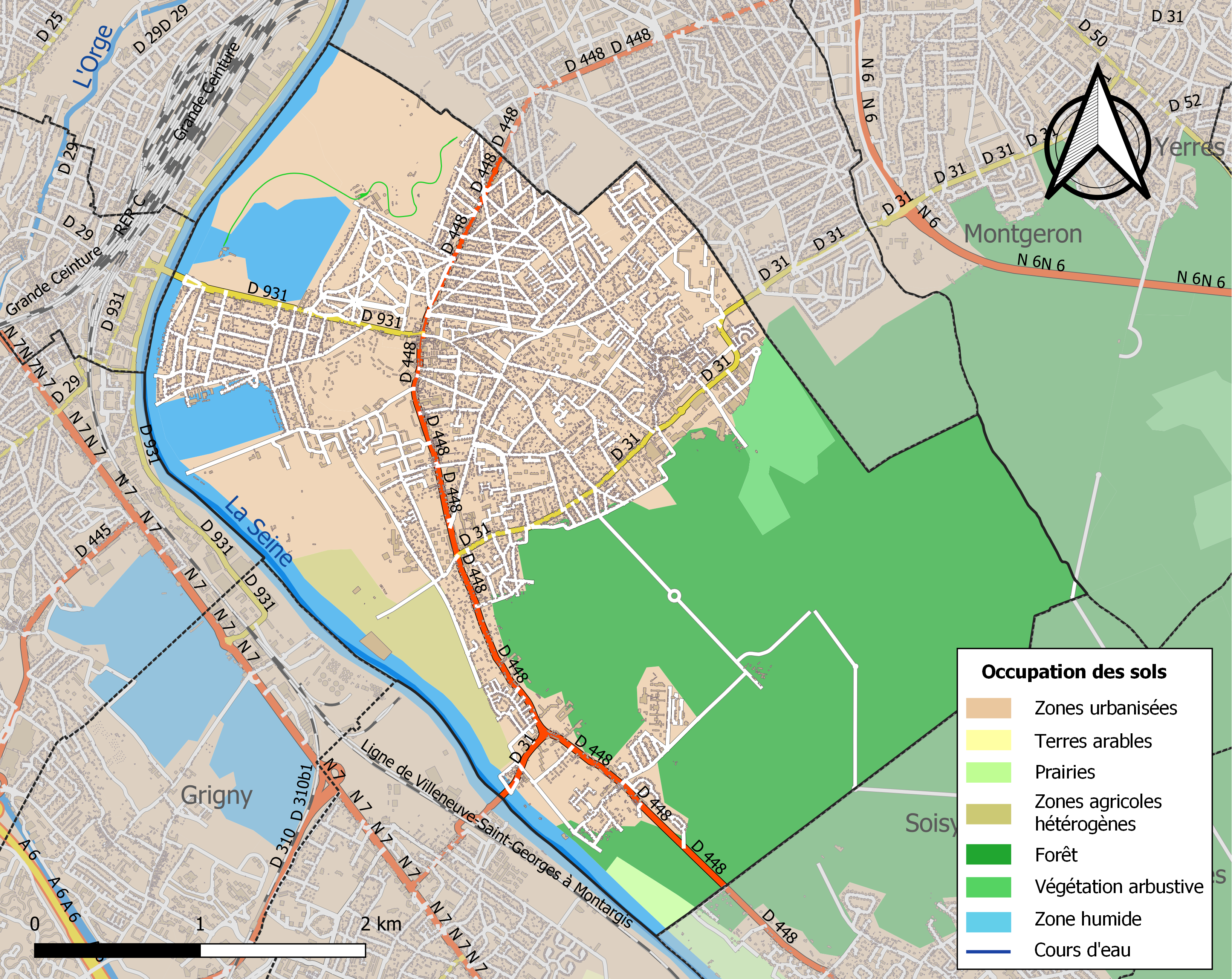

## Demografie
Onderstaande figuur toont het verloop van het inwonertal (bron: INSEE-tellingen).

## Overleden
- Edmond de Goncourt (1822-1896), schrijver en criticus
- Paul Lafargue (1842-1911), socialistisch journalist, literatuurcriticus, essayist, publicist en politicus
- Marie Liguinen (1901-2015), supereeuwelinge

## Muziekfestival
In Draveil werd door de Nederlander Geert van den Boomen (1928-2003) een regelmatig terugkerend muziekfestival voor muziekkorpsen uit heel Europa georganiseerd.